# Campionati statunitensi di sci alpino 1982
Ai Campionati statunitensi di sci alpino 1982 furono assegnati i titoli di discesa libera e slalom speciale, sia maschili sia femminili.

## Risultati
| Specialità      | Uomini | Donne           |
| --------------- | ------ | --------------- |
| Discesa libera  | ?      | Cindy Oak       |
| Slalom speciale | ?      | Tamara McKinney |